# Liptena alluaudi
Liptena alluaudi är en fjärilsart som beskrevs av Paul Mabille 1890. Liptena alluaudi ingår i släktet Liptena och familjen juvelvingar. Inga underarter finns listade i Catalogue of Life.